# جين غانغ

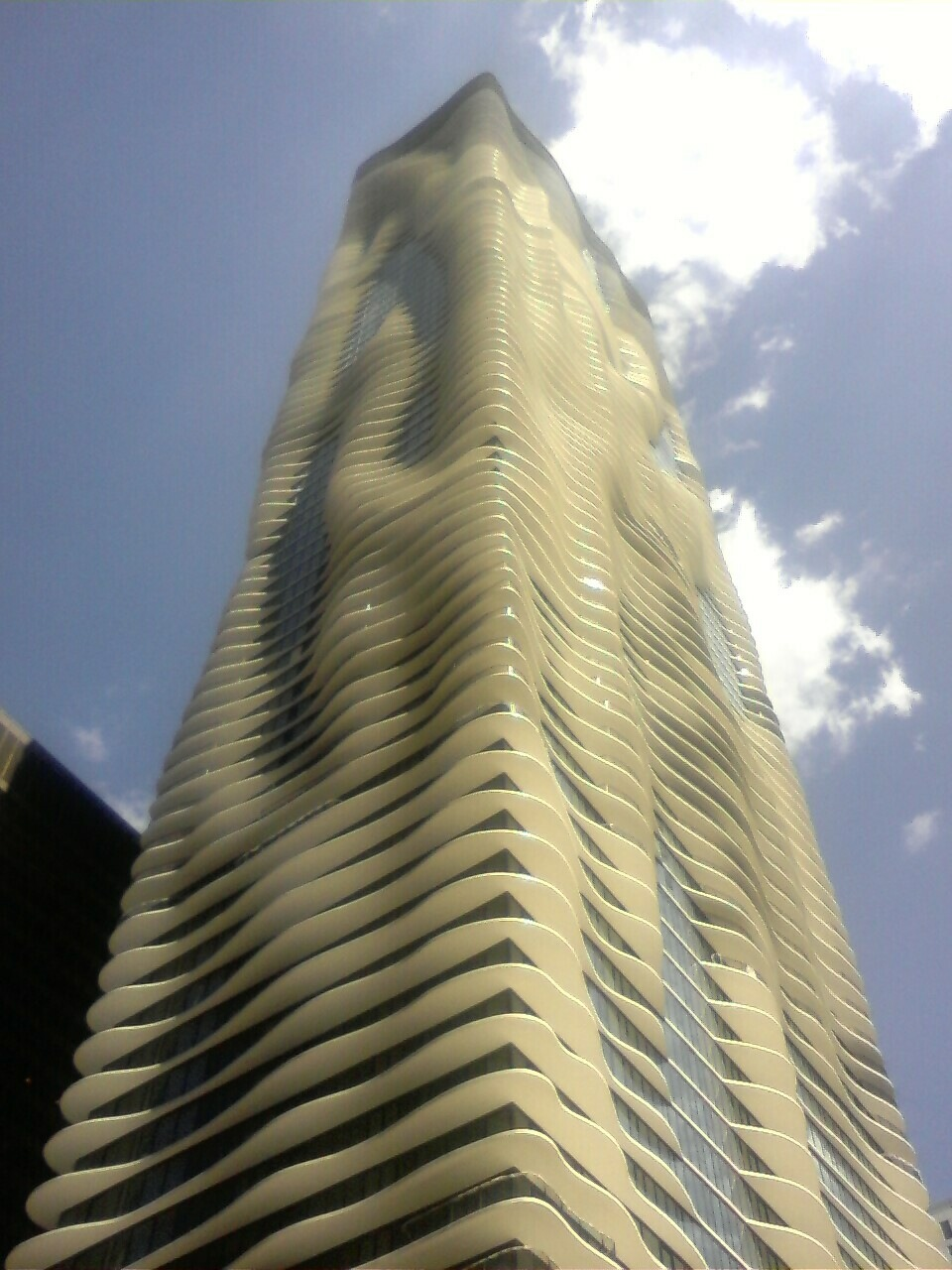
برج أكوا (Aqua)، شيكاغو

جين غانغ (بالإنجليزية: Jeanne Gang)‏ (ولد عام 1964 في ولاية إيلينوي) تقود استوديو غانغ للعمارة مقره شيكاغو.
المشاريع تشمل:
- أكوا (Aqua) الذي يمثل مبنى متعدد الاستخدامات ارتفاعه 82 طابق
- قرية الأطفال (SOS Children's Villages Lavezzorio Community Center)،.
- مركز للجالية (foster care community center) في الجانب الجنوبي من شيكاغو.

حازت على لقب ماك آرثر (MacArthur) (جائزة العبقرية) في عام 2011.

## وصلات خارجية
- استوديو غانغ الموقع الرسمي
- مجلة متروبوليس "جين قانغ : فن التعشيش"
- الهندسة الوصفية والأشكال العضوية
- Aqua - Undulating Architecture - Jeanne Gang